# Erebia melas
Erebia melas е вид пеперуда от семейство Многоцветници (Nymphalidae). Видът не е застрашен от изчезване.

## Разпространение и местообитание
Разпространен е в Албания, Босна и Херцеговина, България, Гърция, Северна Македония, Румъния, Словения, Сърбия, Хърватия и Черна гора.
Обитава гористи местности, планини, възвишения, склонове и ливади.

## Описание
Популацията на вида е намаляваща.